# Словосполучення
Словосполучення — синтаксична одиниця, яка утворюється поєднанням двох чи більше повнозначних слів, поєднаних на основі підрядного зв'язку; найпростіша синтаксична одиниця мови, утворена з двох або кількох повнозначних слів, пов'язаних між собою в граматичному плані і за змістом.
Під словосполученням розуміють такі синтаксично-семантичні єдності, утворені за нормами і правилами національної мови з двох чи більшої кількості повнозначних слів, які виражають єдину, хоч і в лексично членній формі, назву предмета, поняття чи уявлення. На думку Г. Удовиченка, В. Бабайцева, А. Загнітко, О. Скобликова та багатьох інших мовознавців, до словосполучень належать лише поєднання слів, утворені на основі підрядного зв'язку.
У сучасному мовознавстві виділяють і сурядні словосполучення. І. Вихованець зазначає, що до словосполучень належать будь-які побудовані на підрядному й сурядному зв'язках поєднання опорного слова з формою залежного слова і поєднання рівноправних (незалежних) у синтаксичному плані форм слів, яким не притаманна синтаксична категорія предикативності.

## Види словосполучень

### За будовою
- Залежно від кількості складових частин словосполучення поділяються на два типи:

1. Прості — переважно двочленні (бінарні), що складаються з двох повнозначних слів, з-поміж яких одне головне (стрижневе), а друге — залежне, наприклад: крута гора, піти додому, дуже швидко.
2. Складні — утворюються з трьох і більшої кількості повнозначних частин мови. Наприклад: захоплено читати роман, будинок з гарним фасадом, передавати гостинець онукові.
3. Комбіновані — складаються з кількох різних головних слів. Вони містять просте словосполучення як частину будови. Сюди ж належать сполуки з неоднорідними означеннями[4]. Наприклад: друзі мого брата, робітник третьої бригади, хлопець високого зросту.

### За способом вираження головного слова

#### 1. Іменні
Поділяються на чотири типи:
Іменникові (субстантивні) — словосполучення, в яких головним словом виступає іменник, з яким поєднуються:
- іменники у непрямих відмінках із прийменниками й без них: порада приятеля, бесіда з учнем;
- прикметники: гарна бесіда, теплий день;
- порядкові числівники: двадцять перше століття, перша перемога;
- займенники, співвідносні з прикметником: його підручник, увесь місяць;
- інфінітиви: бажання навчатися, майстер говорити;
- дієприкметники: пожовкле листя, написаний вірш;
- прислівники: розмова пошепки, кава по-закарпатськи.

Прикметникові (ад'єктивні) — словосполучення, в яких головним словом виступає прикметник, з яким поєднуються:
- іменники у непрямих відмінках з прийменниками й без них: гідний похвали, щаслива в шлюбі;
- займенники: кращий за всіх, цікавий для мене;
- інфінітиви: здатний виконати, готовий написати;
- прислівники: відомий тут, швидко завойований.

Числівникові (нумеральні) — словосполучення, в яких головним словом виступає числівник, з яким поєднуються:
- іменники: другий у черзі, півтори доби;
- займенники: третій від нас, один із вас;
- кількісні числівники: один з десяти, перші три;
- прислівники: третій зверху, другий зліва.

Займенникові (прономінальні) — словосполучення, в яких головним словом виступає займенник, з яким поєднуються:
- іменники: усе для людей, хтось із пасажирів;
- займенники: кожен із нас, усі ми;
- прикметники: щось приємне, нічого нового.

2. Дієслівні (вербіальні) — словосполучення, в яких головним словом виступає дієслово в усіх формах, з яким поєднуються:
- іменники у непрямих відмінках з прийменниками й без них: допомагати братові, працював без перерви;
- займенники: пишаючись тобою, працювати з ним;
- інфінітиви: навчатися читати, погодився зустрітися;
- дієприслівники: робив не відпочиваючи, іти не оглядаючись.
- прислівники: прийшов вчасно, летіти високо.

3. Прислівникові (адвербіальні) — словосполучення, у яких головним словом виступає прислівник, з яким поєднуються:
- іменники у непрямих відмінках з прийменниками й без них: легко на серці, чимало проблем;
- прислівники: зовсім невдало, пізно ввечері;
- субстантивовані слова: разом із дорослими, далеко від рідних;
- займенники (рідко): гірше всіх, комфортно з ним.

### За синтаксичною роллю у складі речення
1. Синтаксично вільні — словосполучення, що вільно утворюються в момент мовлення й легко розкладаються на складові частини. Лексичне значення повнозначних слів, які є компонентами таких словосполучень, повністю зберігається й обидва вони виступають як окремі члени речення[5]. Наприклад: приходити без запізнення, бажання вчитися.
2. Синтаксично невільні (нерозкладні) — словосполучення, що синтаксично не розчленовуються на складові компоненти й виконують у реченні єдину синтаксичну функцію, виступають одним членом речення[5], хоча й утворені з повнозначних частин мови. Наприклад: незнайомка з блакитними очима, прийшло кілька учнів, приклад нової конституції.

За зовнішньосинтаксичними стосунками словосполучення поділяють на підрядні, у яких одне слово завжди надрядне (панівне, підпорядкувальне, означуване), інші — залежні, означувані (наприклад, висока хата, хати села, писати листа). Надрядні слова словосполучень поділяються на: субстантивні — безприйменникові (ріг хати) й прийменникові, ад'єктивні (високий ростом), прономінальні (ми всі), нумеральні (п'ять вершників), адвербіальні (дуже гарно) й вербальні (читати книжку), також кожне з них має по 6 комбінаційних різновидів (наприклад, субстантивно-нумеральне словосполучення: три яблука).
Найчастішими є субстантивні (субстантивно-субстантивні й субстантивно-ад'єктивні: ріг хати, висока хата) й вербальні словосполучення. Серед підрядних способів, крім загальнореченнєвих способів підрядно-синтаксичних зв'язків не розрізняють:
- узгодження — словосполучення, у якому залежне слово відповідає на питання означення: який? чий?;
- керування — словосполучення, у якому залежне слово відповідає на питання додатка: кому? чому? кого? чого?… ;
- прилягання — словосполучення, у якому залежне слово відповідає на питання обставини: коли? як? де? скільки?.

Деякі мовознавці відрізняють також зв'язок підрядно-сполучникового підпорядкування, наприклад, радіє, аж скаче.
За внутрішньосинтаксичними стосунками словосполучення поділяються на атрибутивні (рік жінки, третій рік), предикативні (учень читає) з предикативно-атрибутивними (хата гарна, — що від атрибутивних різняться словоладом — з прикметником нормально у постпозиції), апозиційні (місто Київ), об'єктні (читати книжку) й обставинні: просторові (дім над кручею), часові (нечуваний досі) та причинові (паленіти від сорому).
З уваги на наявні в дієслові категорії модальності, часу, особи й числа, а також з уваги на словолад (все це, разом з комунікативною інтонацією, характеристичне для речення, а не для словосполучення), дехто вважає предикативні й предикативноатрибутивні словосполучення сполученнями слів, а не словосполученнями (подібно й нумерально-субстантивні словосполучення з числівниками 2—4, — за неслушною аналогією до російської мови).
За числом членів словосполучення поділяються на прості (двочленні, наприклад, день і ніч) й складні (три- й багаточленні, наприклад, висока, почорніла від старости кам'яниця на розі вулиці).
За лексико-семантичною структурою словосполучення поділяються на вільні (лан пшениці) й лексикалізовані, фразеологічно більш чи менш зв'язані (дуля під ніс), або нерозкладні фразеологізми (точити ляси), що їх уже власне не зачислюють до С. С. досліджували Є. Родзевич («Словосочетания как строительный материал предложения», 1956), Г. Удовиченко («Словосполучення в сучасній укр. літ. мові», 1968), О. Мельничук («Сучасна укр. літ. мова. Синтаксис: Словосполучення», 1972) й інше. словосполученняю
Словосполученнями не можуть бути підмет із присудком та фразеологізми.

## Поєднання слів, які не бувають словосполученнями
| 1. Фразеологізми.                                                                              | пекти раків; бити байдики.                                |
| 2. Однорідні члени речення.                                                                    | яблуні і груші; луки і поля..                             |
| 3. Сполучення підмета з присудком.                                                             | весна іде, діти малюють.                                  |
| 4. Поєднання службових частин мови, дієслова — зв'язки, інших допоміжних слів з повнозначними. | на подвір'ї, проти волі, буду працювати, більш досконало. |